# Slobozia (Giurgiu)
Slobozia is een Roemeense gemeente in het district Giurgiu.
Slobozia telt 2536 inwoners.